# Pintura gótica

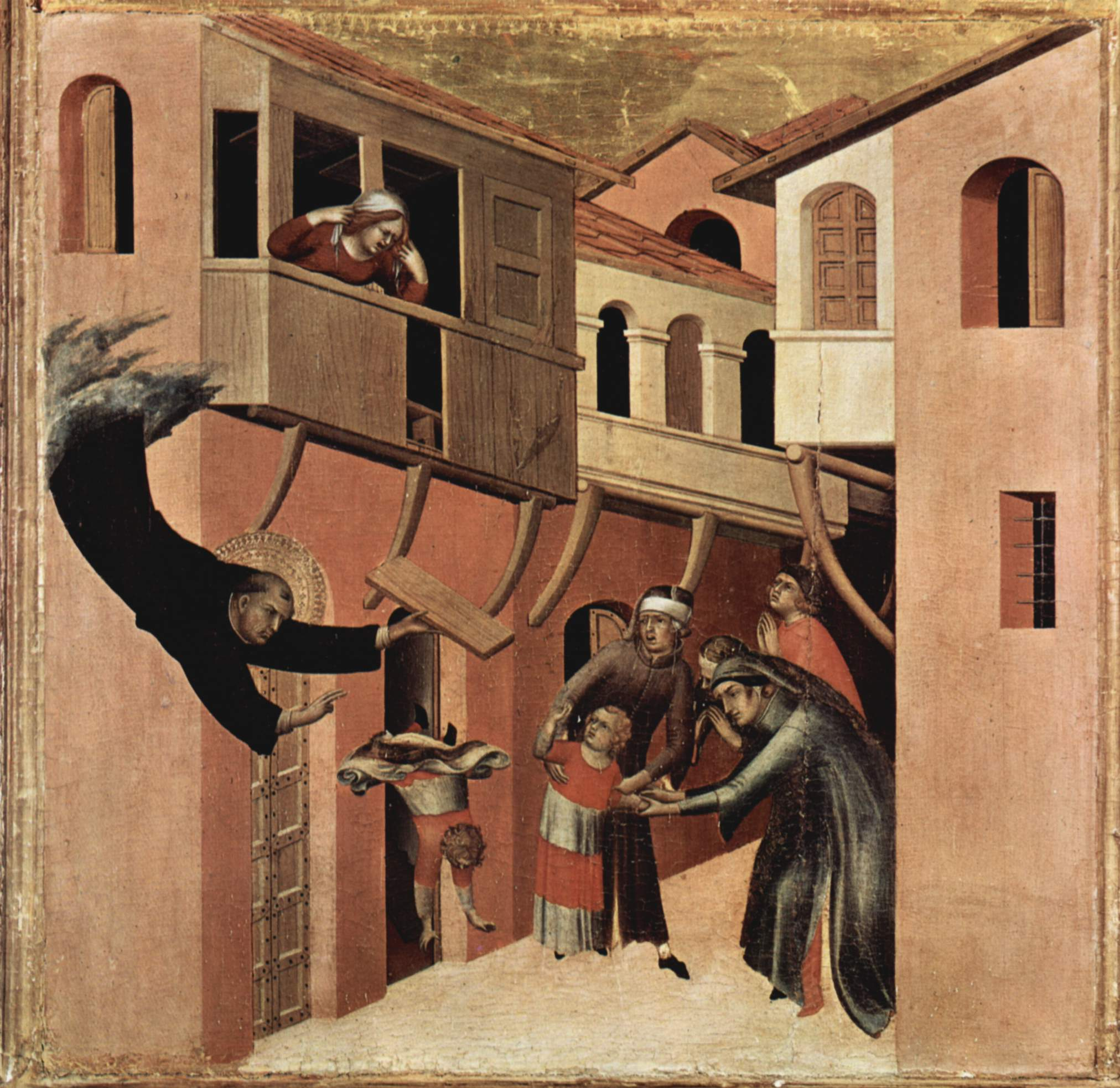
Simone Martini (1285–1344), un niño cae desde un balcón y se salva por la intercesión de San Agustín. Temas oscuros y una intensa emoción se vieron cada vez más acentuadas en el arte gótico tardío.

La pintura gótica, una de las expresiones del arte gótico, no apareció hasta alrededor del año 1200, es decir, casi 30 años después del comienzo de la arquitectura y la escultura gótica. La transición del románico al gótico es muy imprecisa y no hay un claro corte, y podemos ver los comienzos de un estilo que es más sombrío, oscuro y emotivo que en el periodo previo, a principios del siglo XIII. El impulso decisivo de esta pintura realista cristiana se produjo en la Italia septentrional de finales de siglo. Diseminándose por el resto de Europa, el periodo gótico se extendió durante más de doscientos años.

## Características generales
La característica más evidente del arte gótico es un naturalismo cada vez mayor, frente a las simplificadas e idealizadas representaciones del románico. Se considera que esta característica surge por primera vez en la obra de los artistas italianos de finales del siglo XIII, y que marcó el estilo dominante en la pintura europea hasta el final del siglo XV. La pintura gótica se aproxima a la imitación a la naturaleza que será el ideal del renacimiento, incluyendo la representación de paisajes, no obstante, sigue siendo poco usual. Se desprende de los convencionalismos y amaneramientos bizantinos y románicos, pero no toma como ideal de belleza el arte griego ni romano antiguo. Por lo mismo, aunque dicha pintura es un verdadero renacimiento, se distingue de la propiamente llamada del Renacimiento clásico en que no cifra, como ésta, su perfección en la belleza de las formas exteriores (que, aun sin descuidarlas, resultan, a veces, algo incorrectas en la pintura gótica) sino, sobre todo, en la expresión de la idea religiosa y en dar a las figuras cierto sabor místico y eminentemente cristiano. A pesar de ello, también ha de decirse que es en este momento en el que comienza la pintura profana, esto es, la pintura en que los temas ya no son siempre religiosos.

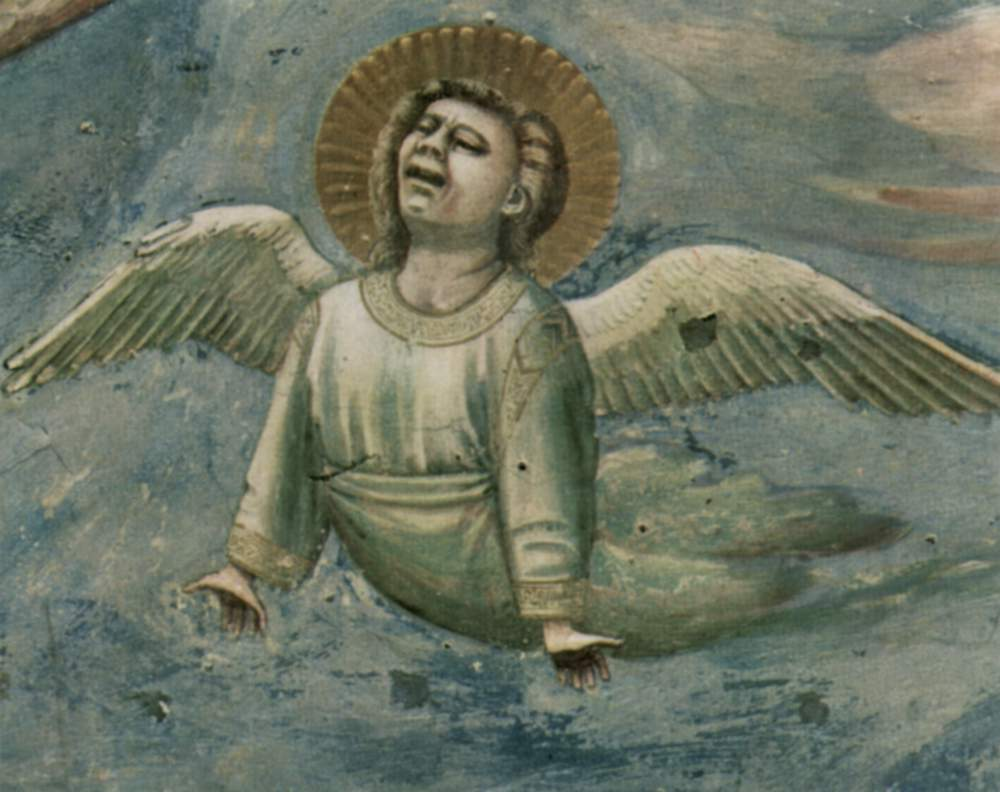
Expresión de dolor y lamentación en uno de los ángeles del Llanto sobre el cuerpo de Cristo, pintura mural realizada por Giotto (h. 1266-1337) en la Capilla de los Scrovegni de Padua.

En el gótico, en correspondencia con las nuevas tendencias filosóficas y religiosas (recuperación de la filosofía de Aristóteles a través del averroísmo, humanismo de San Francisco de Asís) se tendió a aproximar la representación de los personajes religiosos (los santos, los ángeles, la Virgen María, Cristo) en un plano más humano que divino, dejándoles demostrar emociones y sentimientos (placer, dolor, ternura, enojo), rompiendo el hieratismo y formalismo románico. El artista gótico busca su inspiración en la vida. Hay mucho sentimiento en las obras góticas. Paralelamente, la cultura burguesa demanda una nueva elegancia dentro del arte. Hay más detalles narrativos, más frescura, color, luminosidad,... que se logran con técnicas más refinadas.
En el principio del periodo gótico, el arte se producía principalmente con fines religiosos. Muchas pinturas eran recursos didácticos que hacían el cristianismo visible para una población analfabeta; otras eran expuestas como iconos, para intensificar la contemplación y las oraciones. Los primeros maestros del gótico conservaban la memoria de la tradición bizantina, pero también crearon figuras persuasivas, con perspectiva. En efecto, se produjeron lentos avances en el uso de la perspectiva y de otras cuestiones técnicas en pintura en cuanto al tratamiento de los soportes (que permiten la mayor difusión de un arte mobiliar), los pigmentos y los aglutinantes.

## Técnicas
La pintura, esto es, la representación de imágenes sobre una superficie, durante el periodo gótico, se practicaba en cuatro técnicas principales: pintura mural, vidrieras, pintura sobre tabla y miniaturas. 

### Pintura mural

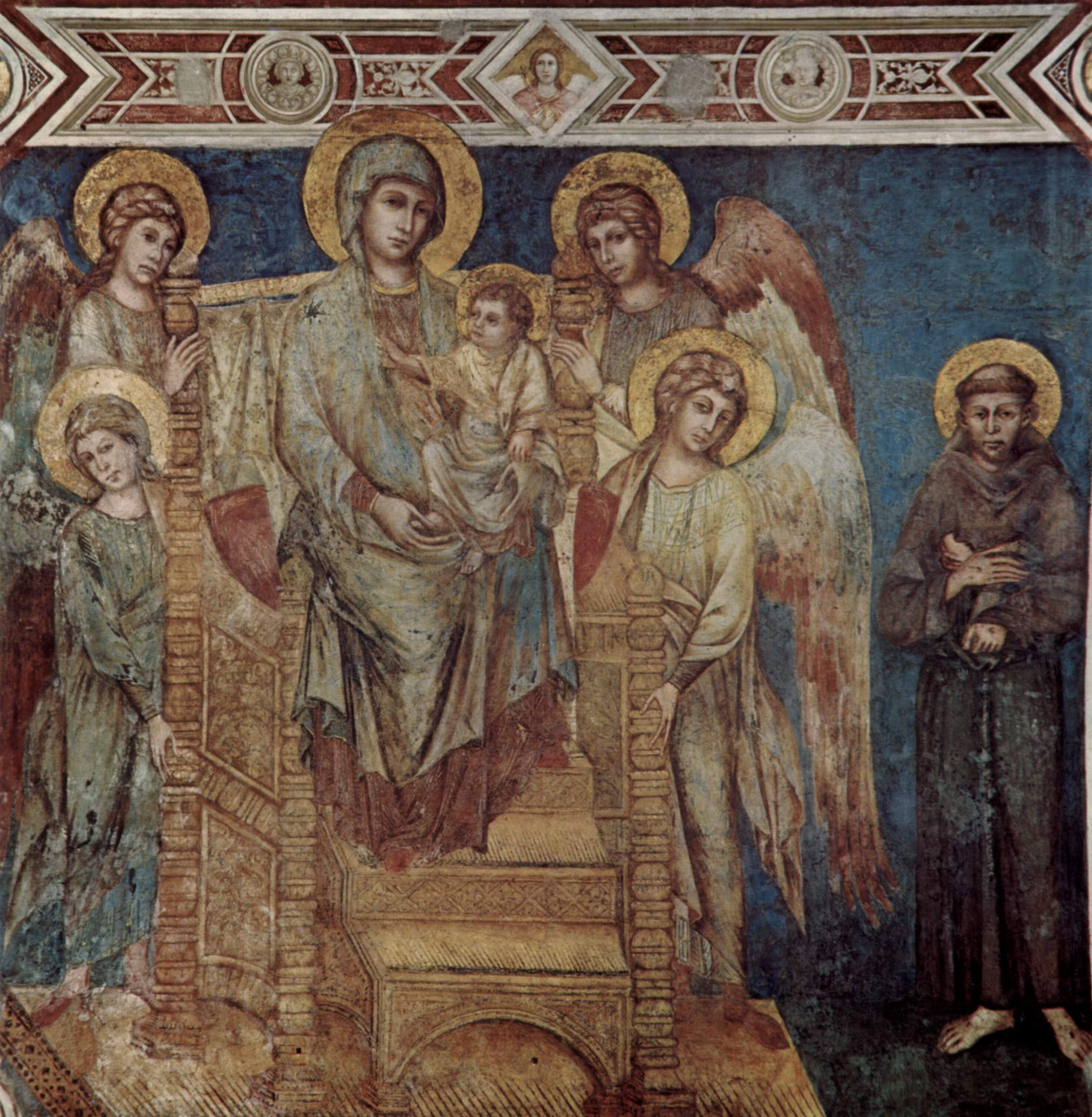
Madonna con ángeles y San Francisco, obra de Cimabue, hacia 1280, pintura al fresco ejecutada en la iglesia inferior de Asís.

La pintura mural o frescos siguieron usándose como el principal medio para la narración pictórica en las paredes de las iglesias en el Sur de Europa, especialmente en Italia, como una continuación de las tradiciones cristiana y románica anteriores. Fuera de Italia no se cultivaron mucho. Italia, apegada a la forma basilical de las iglesias, conservó mayor extensión en los muros para las pinturas y mosaicos que narran historias religiosas.
En la Toscana, las escuela sienesa y florentina, con Giotto como el más grande de los pintores del Trecento, continuaron la tradición de la gran pintura mural, ya que la arquitectura gótica no llegó a echar raíces en Italia como en Francia. Esta pintura toscana del Trecento, siendo plenamente gótica, anticipa ya el Renacimiento. Los nombres más destacados fueron Cimabue y Giotto.

### Vidrieras

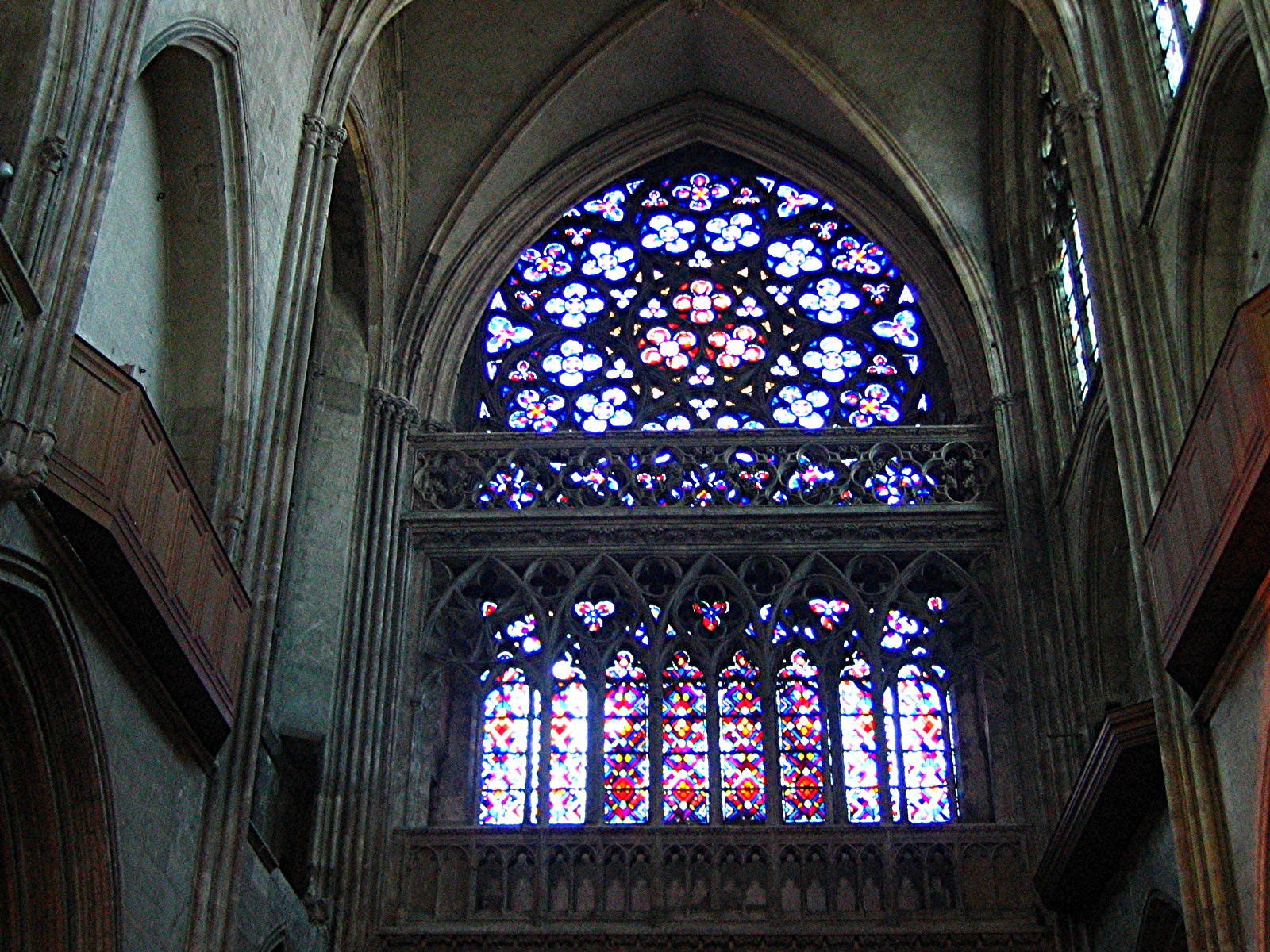
Vitral de la cabecera de la Iglesia de San Pedro de Caen. Normandía, Francia.

Frente a lo que ocurre en Italia, en el norte de Europa, las vidrieras fueron el arte preferido hasta el siglo XV. El desarrollo de la Arquitectura gótica con la progresiva sustitución del muro por grandes ventanales con vitrales de colores que permiten el paso hacia el espacio interior de una luz polícroma y matizada, implicó, en las grandes catedrales góticas de Francia, a la práctica desaparición de la pintura mural que se había desarrollado ampliamente en los muros de las iglesias románicas.
El muro translúcido fue el primer espacio propio o ámbito donde se desarrollaron las artes del dibujo y del color en el Gótico. Durante la Baja Edad Media el arte de los vitrales de las catedrales e iglesias se desarrolló, en Europa, paralelamente con la arquitectura gótica, la cual se caracterizaba por la altura de sus naves y la audacia de sus estructuras con bóvedas de crucería que se apoyaban en esbeltos soportes y arbotantes para transmitir al suelo el peso y el empuje de las bóvedas, liberando de las funciones resistentes a los muros de los edificios que progresivamente fueron sustituidos por ventanales y tracerías o encajes de piedra con vitrales de color.
En una primera etapa los colores son vivos y saturados, el plomo delimita las formas, las cuales son delineadas con precisión para poder ser vistas a través de la irradiación luminosa de la vidriera, ello conduce a la tendencia de descomponer la vidriera en medallones, nichos u otro tipo de compartimentos. Las vidrieras revelan, más que ningún otro arte, el componente irrealista y artificial del arte gótico.
A mediados del siglo XIII se produce una modificación profunda de la gama de colores ya que los fondos incoloros se asocian a los tonos quebrados de las escenas y figuras. Con una gama potente pero restringida, las menudas figuras humanas se hacen más agitadas y libres. En la Iglesia de San Urbano de Troyes (hacia 1270) o en las vidrieras de medio punto de la catedral de Beauvais, es donde se dan los mejores ejemplos de estas innovaciones.
En el siglo XIV, tras el descubrimiento del amarillo de plata los vitrales ganan en ligereza, llenándose de un preciosismo dorado que antes nunca tuvieron. En Normandía, en el coro de Saint-Ouen de Ruan y en la Catedral de Évreux se hallan las vidrieras más bellas. El arte de las vidrieras culmina en un estilo exquisito de una calidad igual o superior a las obras maestras de la miniatura. En la cuenca del Loira, en Champaña o en Alsacia se completa el panorama de las vidrieras en Francia, culminando en las naves laterales de la Catedral de Estrasburgo.
En Inglaterra destaca la gran ventana occidental de la catedral de York. En España, las vidrieras más destacadas son las de la catedral de León.

### Miniaturismo e ilustración de libros

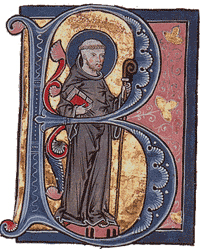
Anónimo, San Bernardo de Claraval, Inicial de la letra B en un manuscrito del.

Artículo principal: Iluminación de libros góticos
Los manuscritos iluminados representaron la más completa documentación de la pintura gótica, registrando en sus miniaturas la existencia de una serie de estilos en lugares donde no han sobrevivido otras obras monumentales. En la pintura de los códices (o miniaturas), sobre todo en Francia, buscando la realidad y delicadeza en las figuras, todavía les faltaba mucho a éstas para ser modelos en dibujo y perspectiva.
Las miniaturas consistían en pequeñas composiciones : pinturas o dibujos de figuras enmarcadas en las letras iniciales o en diversos compartimentos como medallones, arabescos etc. Se llamaban miniaturas porque se realizaban con minio, u óxido de hierro, mezclado con colorantes naturales.
En el periodo románico y en el primer gótico los temas tenían carácter sacro, su composición estaba influida por criterios similares a los que regían para los vitrales de las catedrales e iglesias del propio periodo. En el siglo XIV, se introdujeron temas profanos y el arte de las miniaturas se trasladó a los talleres artesanos de París, Borgoña y Flandes.
Los manuscritos ilustrados tuvieron una amplia difusión internacional, a través de las cortes de la nobleza europea.
Destacados miniaturistas fueron Jean Pucelle, Jacquemart de Hesdin y los hermanos Limbourg. Quizá el más famoso manuscrito gótico sean Las muy Ricas Horas del Duque de Berry.

### Pintura sobre tabla
Aunque se ha dicho que la pintura gótica tiene su espacio propio en los grandes vitrales de las Catedrales y en las miniaturas polícromas de los libros, lo cierto es que la pintura propiamente dicha donde subsistió fue en los retablos, las tablas pintadas que forman los frontales o los laterales de los altares y en los muros de las capillas laterales. Puede diferenciarse, además, entre los retablos, que son tablas pintadas o esculpidas que ornamentan los altares de las iglesias, y las tablas de devoción, individuales, de menor tamaño, que adornan las iglesias y las casas particulares.

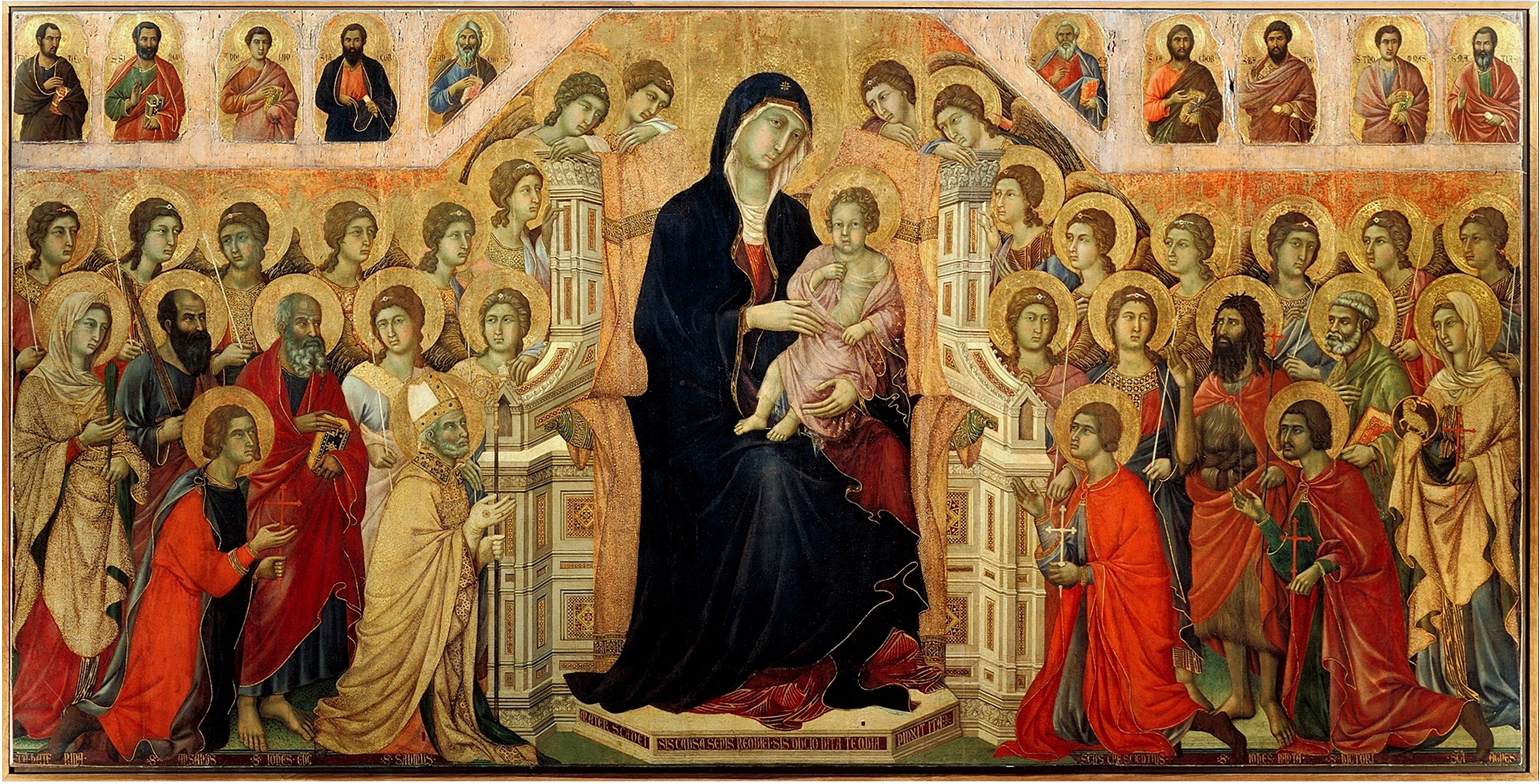
Maestá del Duomo de Siena, obra de Duccio di Buoninsegna, una de las obras más famosas de la pintura italiana; temple sobre madera, 214 x 412 cm Museo dell'Opera Metropolitana del Duomo, Siena.

La pintura sobre tabla, generalmente retablos, se impuso por toda Europa. En el siglo XV era ya la forma pictórica predominante, suplantando incluso a las vidrieras. De tablas o frontales únicos se pasó a dípticos, tríptico, y luego complicados polípticos que combinaban numerosas piezas hasta llegar a los grandes retablos del siglo XIV, con muchas tablas que se organizan con el banco o predela (cuerpo inferior) y calles verticales, separadas por estrechas entrecalles; en la calle central se representaba el tema principal del retablo.
Se ejecutaba al temple, que usaba como aglutinante el huevo o la cola obtenida de los huesos de animales. Es novedad de la última fase del gótico el cambiar ese aglutinante por aceite, dando así lugar a la pintura al óleo. El óleo sobre lienzo no se hizo popular hasta los siglos XV y XVI y fue el punto de partida del arte renacentista.

## Fases de la pintura gótica

### Estilo gótico-lineal
El estilo gótico lineal se desarrolla entre el siglo XIII y el XIV. Destaca la importancia que le da a las líneas del dibujo. Predomina un cromatismo vivo frente a los matices de color. Los temas, naturalistas, se tratan con sencillez.

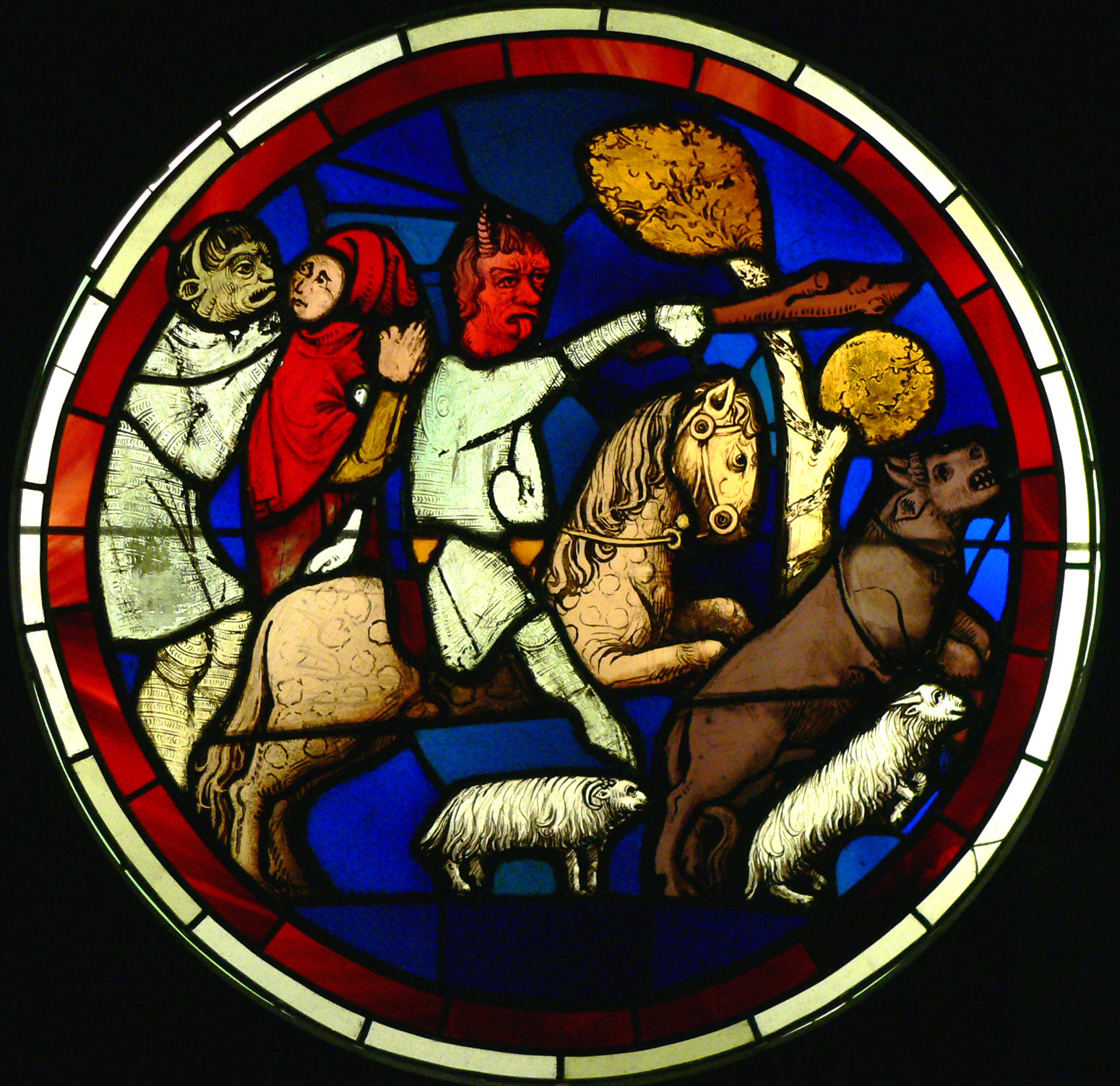
«El diablo y una mujer», vidriera h. 1248, de la Santa Capilla de París.

Ejemplifica esta época las vidrieras de las catedrales y las miniaturas. En Francia, destaca el conjunto de la catedral de Chartres. Otras vidrieras son las de las catedrales de Bourges, Tours, Bayeux y de la Santa Capilla de París.
Es característico de las miniaturas de esta época el empleo de encuadramientos arquitectónicos, así como el uso abundante de oro y las orlas vegetales. Entre las obras producidas dentro de este estilo, cabe citar las Biblias historiadas, como la Biblia Pauperum, las dos biblias de Pamplona o la llamada Biblia moralizada de San Luis (catedral de Toledo); otras obras de devoción fueron el Salterio de la reina Blanca de Castilla (Biblioteca del Arsenal, París) y el Pasionario de Cunegunda (Praga), ya del siglo XIV. La obra maestra de la miniatura española de la época es el Códice de El Escorial de Las Cantigas, obra del scriptorium de Alfonso X.
Comienza a verse en esta época pintura sobre tabla, pudiéndose mencionar el Díptico de la Virgen (Museo de Berlín) y numerosos frontales catalanes y aragoneses, como el de Valltarga o el de Avià. En España se sigue cultivando la pintura mural en esta época, destacando la Sala Capitular de Sigena (MNAC) y la capilla de San Martín, en la Catedral Vieja de Salamanca, obra de Antón Sánchez de Segovia. En el techo de la catedral de Teruel pueden verse las pinturas atribuidas a Domingo Peñaflor.

### Estilo italo-gótico
Este estilo se fue formando a lo largo del siglo XIII (Duecento) en Italia. Se fundieron las tradiciones del arte bizantino con los primitivos estilos clásicos o paleocristianos en pinturas y paneles de Florencia y Siena. Demostraban más realismo del que se encontraba en el arte románico y en el bizantino, caracterizado por una huida de la llamada maniera greca que dominaba Italia, y que fue sustituida por un estilo más realista. Se sentía fascinación por la perspectiva, y por la ilusión de crear espacios que parecieran reales, con figuras menos rígidas y estilizadas, más anatómicamente correctas y que presentaran estados de ánimo en sus gestos y actitudes. Se muestra también un interés por la narrativa pictórica y una espiritualidad intensificada por influencia franciscana.
En el siglo XIII (Duecento) se distingue la escuela toscana, particularmente la obra de Giunta Pisano. A esta primera etapa de la pintura gótica ha de atribuirse igualmente la labor de la escuela romana de mosaicos y pintural murales, cuyos nombres más destacados son los de Jacopo Torriti y Pietro Cavallini. Cavallini fundió la pintura de la tradición local romana (arte romano y arte paleocristiano) con las convenciones bizantinas; sus vigorosos y bellos frescos y mosaicos muestran un dominio del naturalismo.

#### Escuela florentina
Se considera a Cimabue el iniciador de la escuela florentina del Trecento. Trabajó en Roma en 1272, conociendo allí el mundo clásico y la pintura paleocristiana y románica, lo que le influyó para abandonar la bidimensionalidad del estilo bizantino y encaminarse a un mayor realismo. Su obra más conocida es la Maestà, que estaba en el altar de la iglesia de Santa Trinità de Florencia. A finales de siglo estuvo trabajando en la Asís.

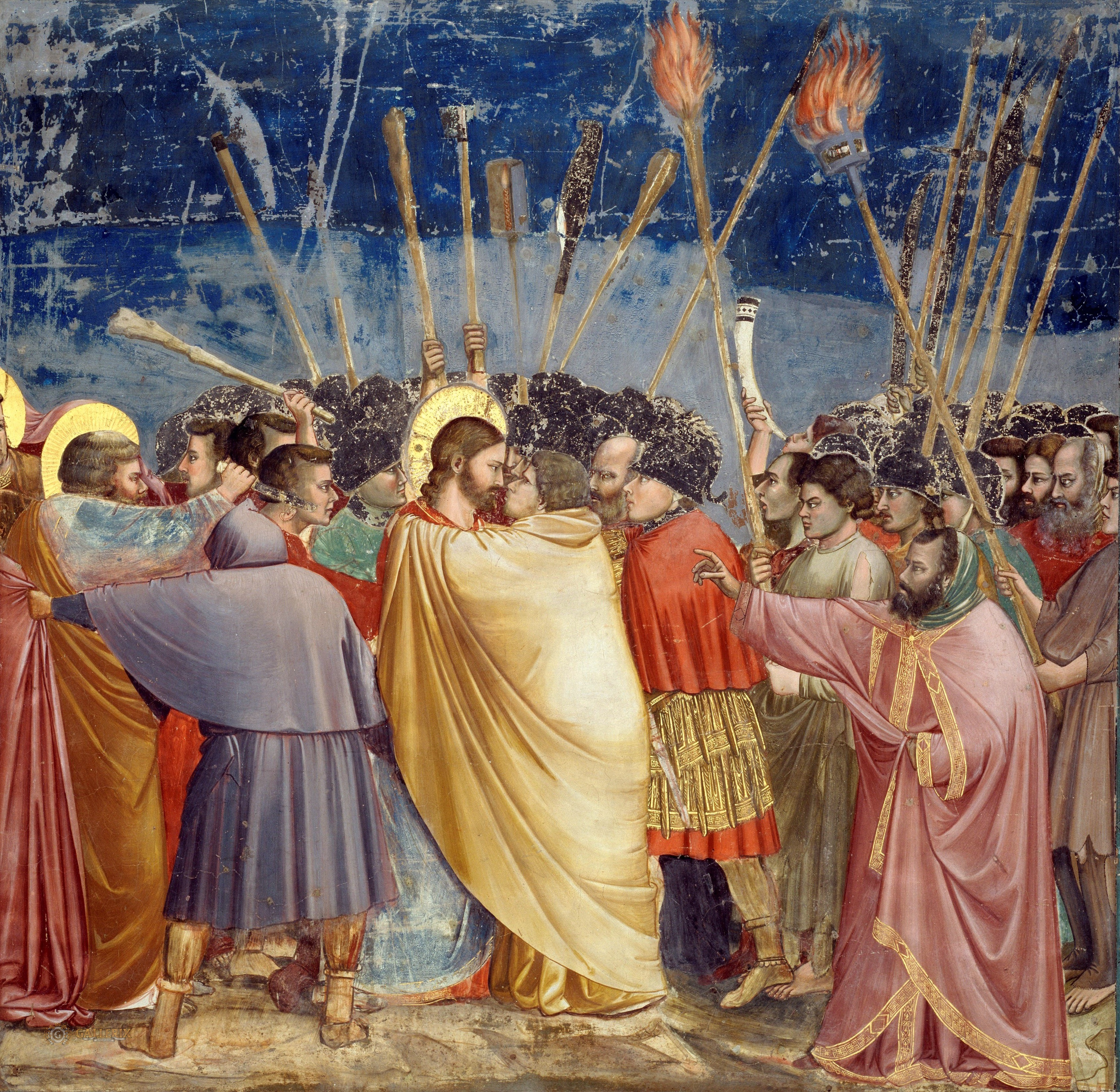
El beso de Judas, 1304-1306, fresco, 200 x 185 cm, Capilla de los Scrovegni, Padua.

No obstante, el gran maestro de esta escuela es un discípulo suyo, Giotto (h. 1266-1337), al que se considera como auténtico iniciador de la pintura moderna. Es Giotto quien busca representar el espacio correctamente, así como adecuar las expresiones y los gestos en relación con el estado de ánimo del personaje. Dio un tratamiento revolucionario a la forma y a la representación realista del paisaje, introduciendo la tridimensionalidad, lo que significó un gran paso en la historia de la pintura. Con él llega a la cumbre la pintura gótica italiana. En la Capilla de los Scrovegni, en Padua, se encuentra todo un ciclo de frescos (1305-1306) que mostraron escenas de la vida de la Virgen. También es importante su intervención en Asís, con un ciclo sobre la vida de San Francisco. Giotto tenía un gran poder para organizar toda una escena en torno a una imagen central, como puede verse en una de sus obras más famosas, el Beso de Judas. Estuvo en Roma en 1330, donde pintó un fresco en el palacio de Letrán. Allí conoció las innovaciones de Pietro Cavallini.
La impresión que les causó la fidelidad a la naturaleza de la obra de Giotto a sus contemporáneos, fue irresistible. La capacidad de simplificar y ordenar la experiencia de la realidad para lograr la representación directa de las cosas, junto a la disposición las historias en compartimentos historiados concebidos como ventanas donde Giotto sitúa los personajes cargados todavía de un peso escultórico que contrasta con la elocuencia de sus gestos. Sobre el fondo de arquitecturas o paisajes dibujados en complejas perspectivas, Giotto desarrolla el «espacio pictórico», un ámbito de tridimensional que se extiende en profundidad por detrás de la superficie pintada en lo que es la principal innovación de la pintura del Trecento y el más importante avance que se haya dado en toda la Historia de la Pintura. Con el espacio pictórico nace la pintura moderna. Seguidores suyos fueron Taddeo Gaddi y Andrea Orcagna.
La Peste Negra que devastó Italia a mediados del siglo XIV afectó profundamente a Florencia, lo mismo que a Siena. Su versión más impresionante es un fresco ejecutado en el año 1350 en el Campo santo de Pisa, el cementerio junto a la catedral de Pisa. Esta obra, atribuida a Francesco Traini, discípulo y seguidor de Giotto, reproduce fragmentos dramáticos y simboliza el crepúsculo de la gran pintura italiana del Trecento. Un incendio, en 1944, dañó el fresco, que tuvo que ser retirado.
La herencia de Giotto y Martini que había suscitado la mayor renovación pictórica de toda la Historia de la pintura, no se reencontrará en Italia hasta un siglo más tarde, cuando el genio del arquitecto Brunelleschi, juntamente con los pintores Masaccio y Piero della Francesca o del escultor Donatello, eleven los destinos del Arte hasta el Renacimiento.

#### Escuela sienesa

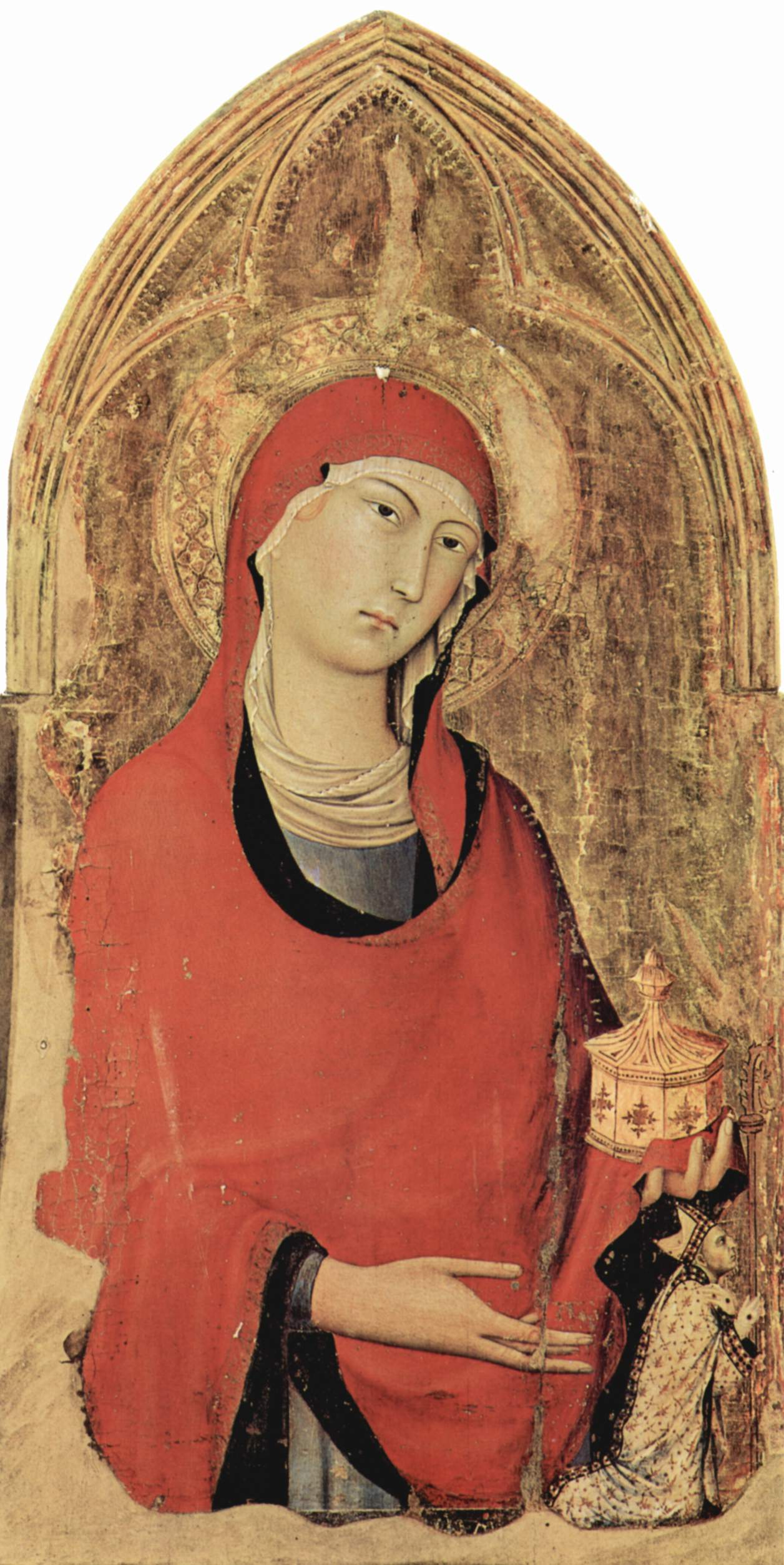
Simone Martini: María Magdalena, detalle del retablo del Altar Mayor (1321), Orvieto.

Se inicia con Duccio, quien, aún fuertemente influido por la pintura bizantina, intentó superar su bidimensionalidad. En los siglos XIII y XIV, la ciudad de Siena competía en el esplendor de su arte con Florencia. Es en esta ciudad en la que Duccio ejecuta su mayor obra y una de las más famosas pinturas italianas: la Maestà de la catedral de Siena. Fue contratada por la catedral de Siena en 1308 e instalada allí con gran ceremonia en 1311. Posteriormente, la obra fue desmantelada y vendida, en parte porque no era apreciada. Como consecuencia, hay paneles de la Maestà en diversas partes del mundo, como Washington D. C., Nueva York y Londres. La Maestà fue pintada por los dos lados: en un lado la Virgen con el Niño y en el otro escenas de los Evangelios; revela fuertes lazos con la tradición bizantina, pudiendo apreciarse la influencia de Europa Septentrional en las formas graciosas y ondulantes de las figuras. Duccio recibió esa influencia de segunda mano, a través de las esculturas de Nicola y Giovanni Pisano XXXX.
Se considera a Simone Martini como el artista más puramente gótico de Siena, ejemplo por antonomasia del estilo italo-gótico, y el único que podía rivalizar con Duccio. El estilo gótico norte-europeo estaba representado en la Italia de la época por Francia. En 1266 una de las ramas de la Casa de Anjou estableció una corte en Nápoles y Martini fue llamado para pintar un cuadro por encargo del rey Roberto el Prudente. Su Madonna con santos y ángeles del gran salón del Palacio Comunal de Siena (1315) es muy característica, poniendo de manifiesto la influencia que en él ejerció la pintura francesa, aunque aún mantiene lazos con la tradición bizantina.

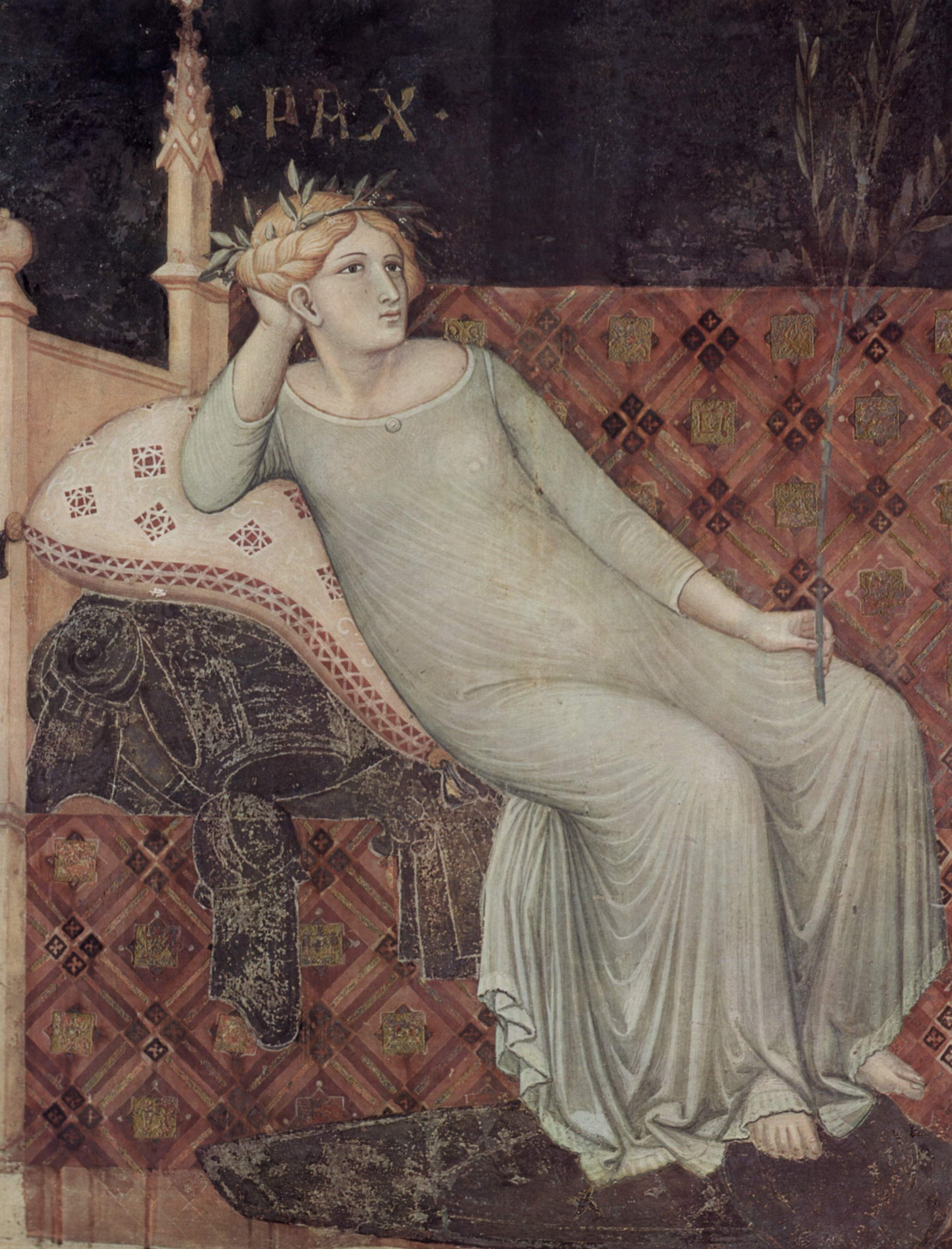
Ambrogio Lorenzetti: «Alegoría de la Paz», modelo de belleza femenina del Trecento, detalle de las alegorías del Buen y del Mal Gobierno 1338-1340, Siena.

Los hermanos Pietro y Ambrogio Lorenzetti traen la marca de Giotto a la escuela sienesa. Los hermanos Lorenzetti difundieron un modelo de Virgen con Niño en un coloquio impregnado de tristeza. De las obras que ejecutaron, la obra más destacada de Ambrogio es el fresco que representaba las alegorías del Buen y del Mal Gobierno, encargado para el interior del palacio comunal de Siena. Era el primer intento de mostrar un escenario real con habitantes reales. En la alegoría de la Paz se encuentra representado el modelo de belleza femenino de la época. Ambos hermanos murieron de repente en el año 1348, probables víctimas de la Peste Negra.
Las basílicas de Asís fueron el lugar donde coincidieron los grandes pintores del final del Ducento con los del Trecento: Cimabue junto con sus discípulos, pintó en ambas basílicas. Giotto con sus discípulos, pintó las Historias Franciscanas de la Iglesia Superior, otros pintores de la escuela florentina así como Duccio di Buoninsegna, Simone Martini y otros pintores de la escuela sienesa estuvieron también en Asís. Reinventaron el retablo o la pintura sobre tabla que decoraba los altares de las catedrales e iglesias toscanas y continuaron la tradición de la gran pintura mural que culminará en el Palacio de los Papas de Aviñón.

#### Difusión por Europa
El nuevo estilo italiano influyó en la pintura de los distintos países, pudiendo citarse a Jean Pucelle en Francia y al maestro Bertram en Alemania. Por lo que se refiere a España, pronto se recibieron directamente obras realizadas en Italia, como el retablo de Don Juan de Manuel (catedral de Murcia), obra de Barnaba da Modena. Pintores italianos, como Gerardo Starnina, trabajaron en la península ibérica. En Cataluña inició el estilo Ferrer Bassa, que debió pasar un tiempo en Italia. No obstante, el autor más destacado de la escuela catalana es Ramón Destorrents. Pueden mencionarse, asimismo, a los hermanos Jaume y Pere Serra.

### Estilo internacional

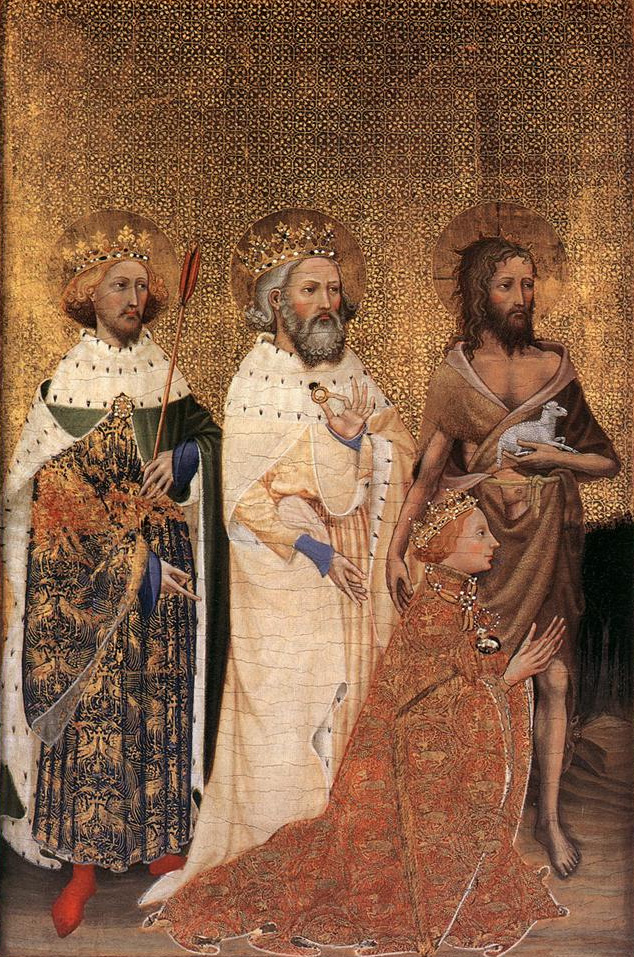
El Rey Ricardo II es encomendado a la Virgen, Parte izquierda del Díptico de Wilton, hacia 1395, National Gallery de Londres.

El estilo internacional fusiona, a finales del siglo XIV, características del gótico lineal propio del Norte de Europa y la pintura trecentista italiana. Los artistas destacados viajaban de Italia a Francia y a la inversa, así como por toda Europa, de manera que las ideas se divulgan y combinan. Los pintores siguen una técnica minuciosa, representando con gran detalle las anécdotas, buscando reflejar la realidad con gran naturalismo, pero sin olvidar el sentido simbólico de lo que se representa. Las figuras se estilizan, y abundan los plegados en los ropajes. Ahora, los temas, aunque religiosos, se interpretan como profanos, los santos se transforman en apuestos caballeros y distinguidas damas, que se desenvuelven con ademanes exageradamente afectados en ambientes palaciegos. Obras de este estilo se vieron no sólo en esos dos países ya mencionados, sino también en Inglaterra, Alemania, Austria o Bohemia.
Francia es el centro difusor de estas tendencias, comenzando por la influencia de los duques Juan de Berry y Felipe de Borgoña. Aún prevalecía allí la iluminación de manuscritos como la forma de pintura predominante. Llegó a nuevas cumbres con la obra de los Hermanos Limbourg, quienes aún viviendo en los Países Bajos, trabajaban para la nobleza francesa. Su obra maestra conjunta son las Muy Ricas Horas, encargo del duque de Berry. Pertenece al género de los libros de horas, un libro de oraciones ilustrado que contenía los rezos para cada una de las siete horas canónicas del día. También incluía un calendario y uno de cada dos meses está ilustrado con temas profanos referentes a cada estación. La obra aún estaba incompleta cuando los artistas murieron, posiblemente debido a la Peste Negra.
Algunas obras de arte gótico muestran el impacto de la Peste Negra. Esta epidemia, que hoy se sabe que era de peste bubónica, desvastó Europa entre 1347 y 1351. En aquella época muchos consideraron que se trataba de un castigo de Dios. Artistas como el Maestro de las Horas de Rohan reflejaban en sus obras un interés por la muerte y el juicio divino. En aquella misma época, sin embargo, había autores que no parecían afectados por la peste, como el sienés Sassetta. Vivió este pintor una época de paz en Siena, bajo un gobierno republicano durante el cual la ciudad pudo rivalizar artísticamente con Florencia.

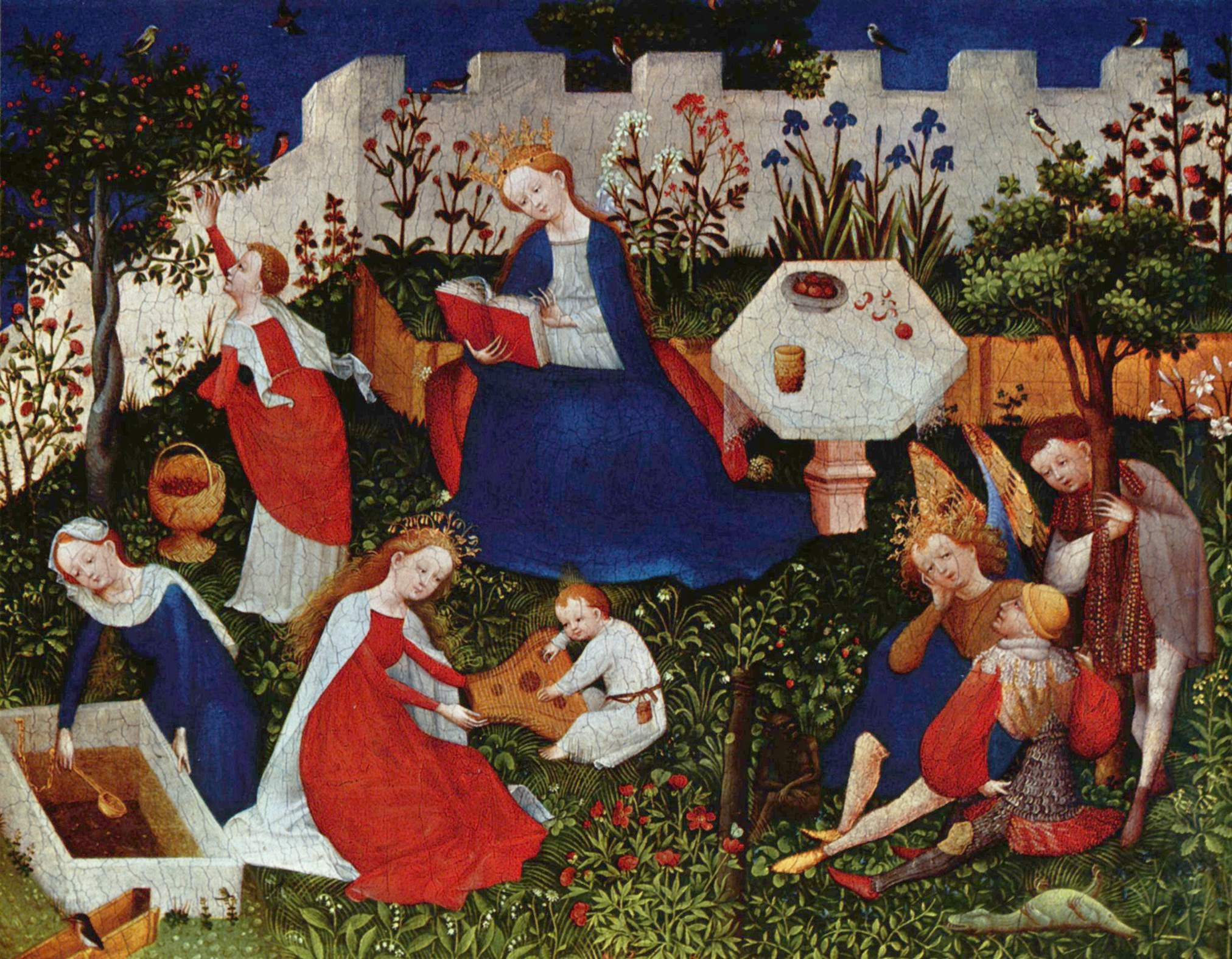
Maestro del Jardín del Paraíso, escena: «María en el jardín con santos», Instituto Städel, Fráncfort del Meno, h. 1410.

Otro miniaturista de renombre fue Jacquemart de Hesdin. Artista destacado del gótico internacional fue Melchior Broederlam, un flamenco que trabajó para la corte del duque de Borgoña, en Dijon. Sus tablas presentan las características del gótico internacional: una calidad pictórica suave y un detallado realismo. Otros pintores de tablas de Borgoña fueron Jean de Beaumetz, Jean Malouel y Henri Bellechose.
Se trató de un estilo verdaderamente internacional, cultivado en países como Alemania por Conrad Soest, el maestro Francke o Stefan Lochner. Hubo una escuela de Praga a la que pertenecieron el Maestro del Jardín del Paraíso y el de Trebon. Un ejemplo clásico del estilo verdaderamente internacional es el Díptico Wilton, actualmente en la National Gallery de Londres. Se pudo pintar en cualquier momento del reinado de Ricardo II de Inglaterra. Y su autor pudo haber sido de cualquier nacionalidad, no habiendo consenso sobre la misma, lo que revela el carácter de esta etapa del gótico.

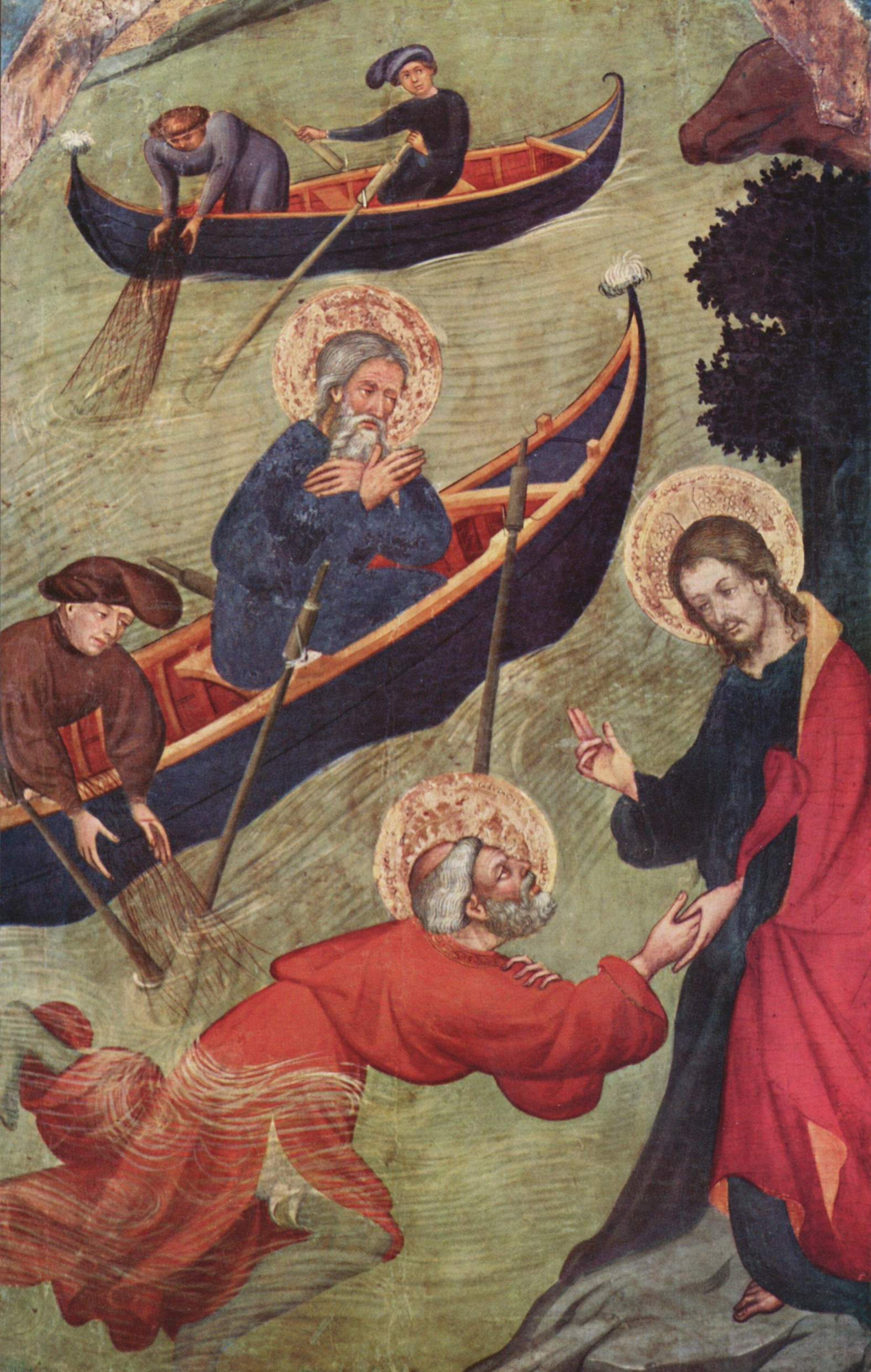
Lluís Borrassà, San Pedro salvado de las aguas, (1411) Iglesia de Santa María de Tarrasa.

En España, por su parte, se desarrolló especialmente en la Corona de Aragón. En Valencia trabajaron Lorenzo Zaragoza, Pedro Nicolau y Marzal de Sax. En Cataluña trabajó primero Luis Borrassá y, después, más cercano al estilo flamenco, Bernat Martorell (Retablo de San Jorge). Otros autores son los aragoneses Pedro Zuera, el maestro de Arguís y Juan Leví, y el mallorquín Francisco Comes. En la Corona de Castilla trabajaron Nicolás Francés, Nicolás Delli, Dello Delli, el maestro de Sigüenza y Juan Hispalense.

### Estilo flamenco
Surge en Flandes durante el primer tercio del siglo XV, al mismo tiempo en que en Italia se encuentran ya en el Renacimiento. Este estilo se difunde por el resto de Europa, salvo Italia, durante el resto del siglo. Actualmente, también puede encontrarse que a esta etapa de la pintura se la llama Prerrenacimiento o también Renacimiento nórdico, abarcando la obra de los flamencos hermanos Van Eyck, Rogier van der Weyden, Hugo van der Goes y Memling o los alemanes Multscher y Witz.
Su principal innovación es la técnica de pintura al óleo, lo que permite un mayor colorido, sutileza y detallismo. Hay una minuciosidad absoluta en la representación de los detalles, de las texturas de las telas, de la forma los objetos y, sobre todo, la fidelidad de los rostros. Ahora bien, es una pintura repleta de simbolismo, pues con frecuencia, detrás de los objetos más triviales hay mensajes ocultos, lo que convierte los cuadros en auténticas alegorías.
A esta última fase del gótico a veces se la conoce también como prerrenacimiento o renacimiento nórdico, ya que su rico colorido, su concepción de la perspectiva y su avanzado tratamiento de la luz permiten considerarlos ya un primer renacimiento. Se mantienen, no obstante, ciertos convencionalismos heredados de la tradición anterior que resta veracidad a la escena: composición confusa, pliegues angulosos, gestos forzados, solemnidad excesiva (cierto hieratismo, a veces).
La mayor parte de las obras son encargos privados para la aristocracia o la burguesía, por lo que tienen un fuerte contenido civil y profano. Predominan los cuadros religiosos aunque, a menudo, se interpretan como sucesos cotidianos; de hecho, es común que quien encarga la obra, es decir, el donante, aparezca en la escena como un personaje más; a partir de la presencia del donante se desarrolla un nuevo género: el retrato.

#### Primer tercio del siglo
Dentro de los primitivos flamencos, se considera que los pioneros fueron los hermanos Hubert y Jan Van Eyck (1380-1441), además del pintor cuya identidad no ha sido plenamente establecida y que se conoce como Maestro de Flémalle.

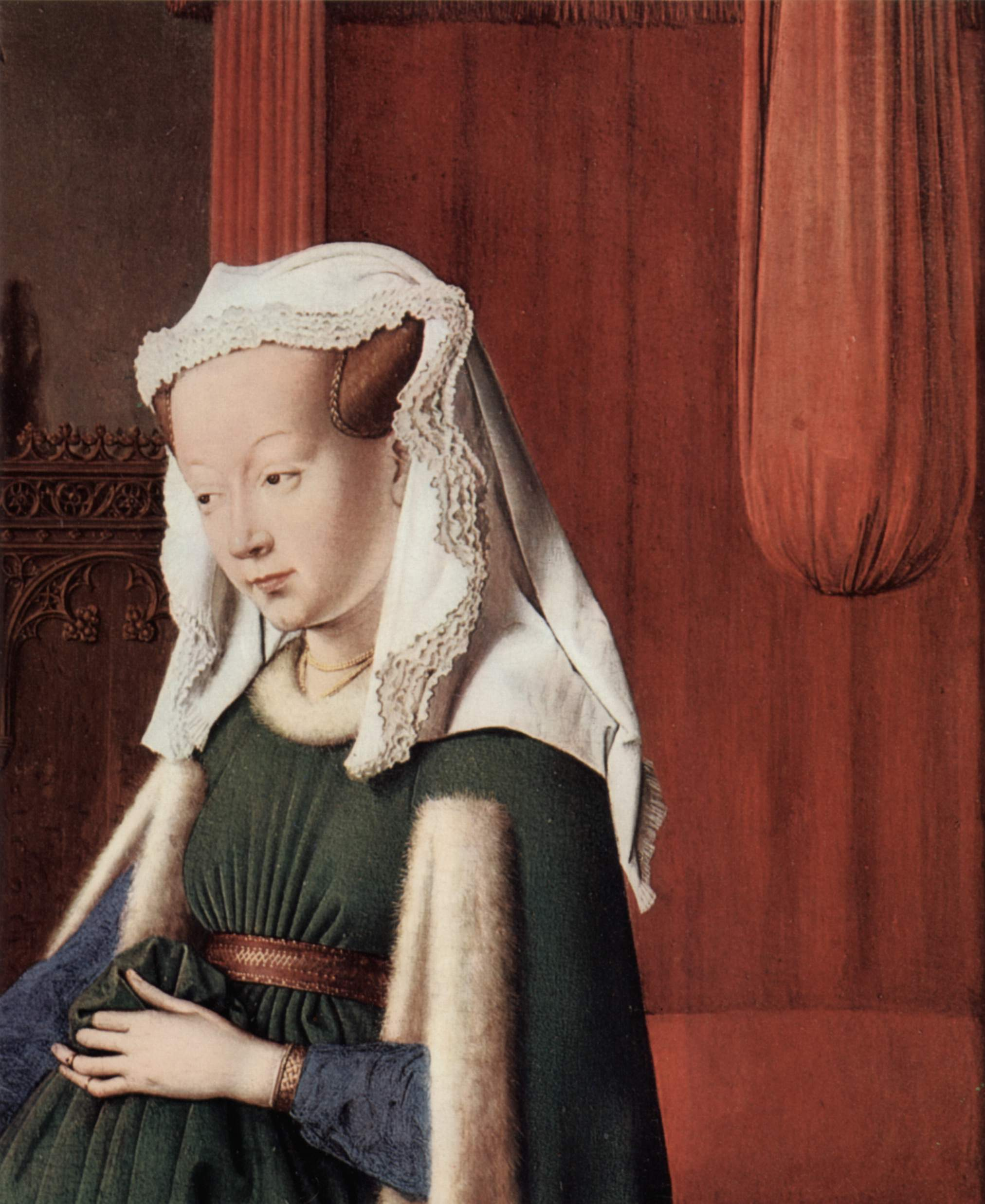
Jan van Eyck, Giovanna Cenami, esposa de Giovanni Arnolfini, detalle del Retrato de los Arnolfini, hacia 1434.

A Jan van Eyck se le atribuye la invención de la pintura al óleo. Jan trabajaba como pintor oficial del Duque de Borgoña, lo que le permitió moverse en un ambiente aristocrático y refinado y se convirtió en un pintor elitista. Por eso sus cuadros son auténticas joyas, con personajes muy solemnes, fríos e impasibles. Sus mayores preocupaciones fueron el realismo, el tratamiento de la luz y la perspectiva. Con su hermano, hizo una obra maestra del arte flamenco: el Políptico del Cordero Místico de la catedral de San Bavón en Gante (1432), basado en un pasaje del Apocalipsis. Otras obras famosas de Van Eyck son cuadros de devoción, especialmente la Virgen del Canciller Rolin y la del canónigo Van der Paele, ambas muy similares y con excelentes retratos de los donantes; y retratos admirables, como el del Matrimonio Arnolfini, una alegoría con un avanzado tratamiento de la perspectiva y de la luz.
Comparte mérito como iniciador de este estilo el Maestro de Flémalle, con gran riqueza de colorido y sentido escultórico de las formas, además de un indudable simbolismo. Se ha identificado con Robert Campin, aunque también hay quien ha sostenido que es Roger van der Weyden en su fase juvenil. Destaca el Tríptico de Werle, tablas en las que está representada Santa Bárbara, el donante Enrique Werle con San Juan Bautista y los desposorios de la Virgen, en el Museo del Prado.

#### Segundo tercio del siglo

Roger van der Weyden: Descendimiento, h. 1443, Museo del Prado, Madrid.

En el segundo tercio del siglo XV trabajan una serie de pintores que afirman y asientan el estilo flamenco. El más destacado de ellos es Roger van der Weyden, considerado la antítesis de Van Eyck por la expresividad. No se preocupó tanto por la perspectiva o la minuciosidad, sino por el dinamismo y el dramatismo. Su obra maestra es El Descendimiento, en la que llama la atención su apariencia escultórica, su emotividad, su esmerada composición a base de poderosas diagonales y la asociación rítmica de las figuras en grupos de tres, de enormes dimensiones y aprisionadas en un nicho fingido. Aquí no hay frialdad, sino calor, reflejando un gusto popular propio de una burguesía acomodada, no tan culta como la que frecuentó Van Eyck. Ejerció una enorme influencia sobre los pintores posteriores.
En esta misma época trabajaron dos pintores que dieron gran importancia a la luz: Dierick Bouts, cuyas figuras alargadas están dotadas de un fuerte carácter escultórico y Petrus Christus, con cierta tendencia a la abstracción.

#### Último tercio de siglo
En el último tercio del siglo XV y principios del XVI trabajaron una serie de pintores que profundizaron en las características del nuevo estilo. Algunos de ellos fueron meramente conservadores de las técnicas anteriores a ellos, como Hans Memling y Gérard David. Gerard David fue el sucesor de Memling en Brujas y fue un artista de éxito. Su obra representa el auge del estilo característico de los Países Bajos.
Pero hubo otros de mayor originalidad, que pretendían superar los límites del estilo flamenco, entre ellos, Hugo van der Goes, Geertgen tot Sint Jans y, el más notable de ellos, Hieronymus Van aeken, llamado el Bosco. Aunque tuvo una vida acomodada, le obsesionaban la religión y el pecado. Por eso, sus tablas se llenan de figuras fantásticas y visiones diabólicas, cuyo objetivo parece ser moralizar a base de ácidas críticas, pero recurriendo a numerosos recursos pictóricos (el claroscuro, la perspectiva, los paisajes), que suavizan su mensaje haciéndolo más poético. Es célebre por sus obras fantásticas y misteriosas, por lo que hay que considerarlo aparte de sus contemporáneos. Tiene un estilo inigualable y su simbolismo permanece vivo incluso en la actualidad. El Bosco expresa las ansiedades de una época de convulsión social y política. De su abundante obra destacan El Jardín de Las Delicias, gran tríptico que resume la historia moral de ser humano de la creación a la condenación, y El Carro de Heno, otro tríptico que critica el egoísmo y la falta de templanza frente a los placeres prohibidos. Estas dos obras se encuentran en el Museo del Prado, gracias a que el rey Felipe II era gran admirador de su obra y formó una importante colección de pinturas del artista.

#### Difusión del estilo flamenco por Europa

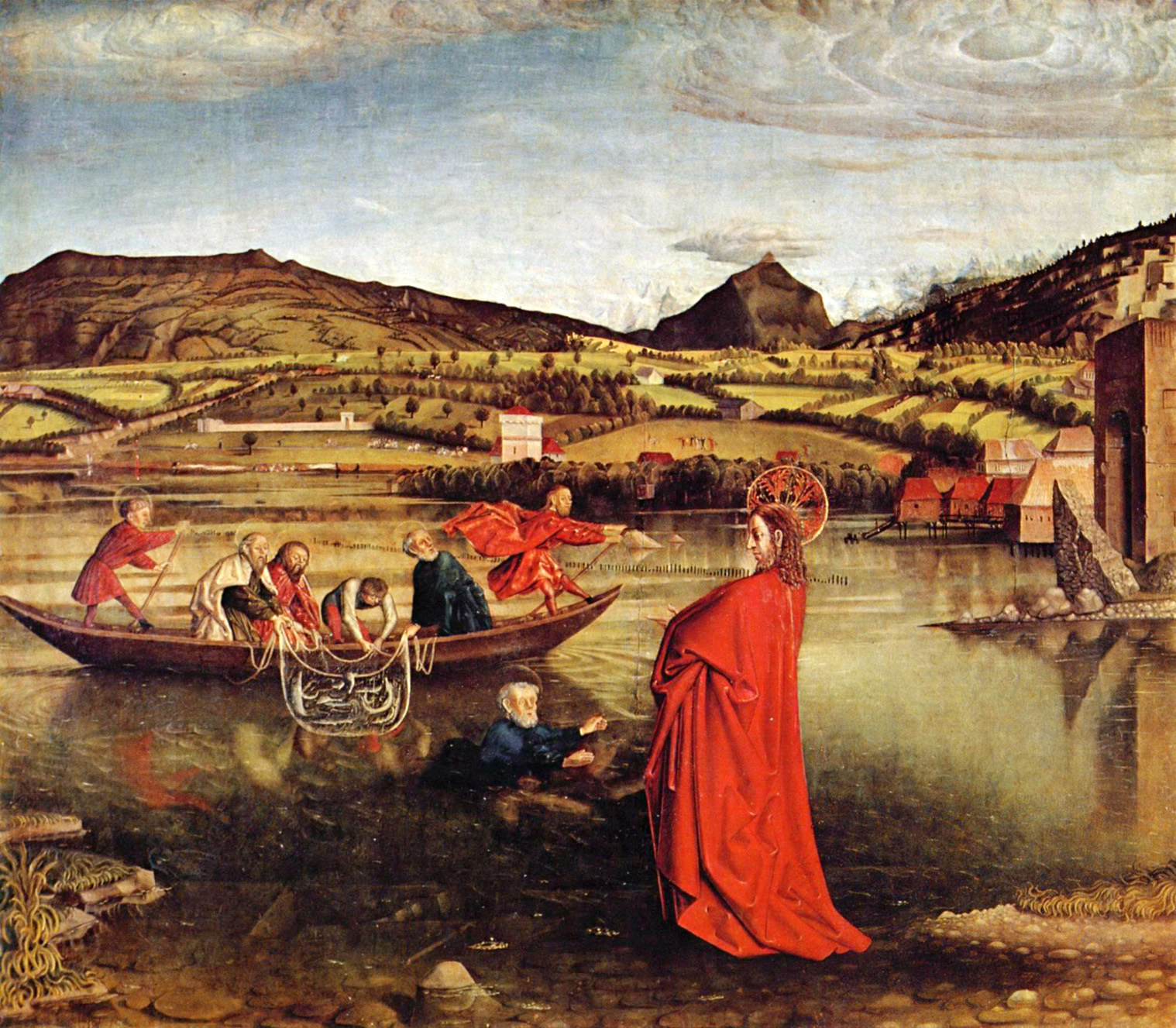
Konrad Witz: La pesca milagrosa, detalle del altar de San Pedro de la catedral de Ginebra, hacia 1444, Museo de Arte e Historia, Ginebra.

En la segunda mitad del siglo XV, la influencia flamenca se extendió por Europa. En Francia destaca el pintor de la corte, Jean Fouquet. En torno a Aviñón trabajaron Enguerrand Charonton, Nicolás Froment, y el Maestro de Moulins. En Alemania destacan los nombres de Konrad Witz, Martin Schongauer, Hans Holbein el Viejo y Michael Wolgemut, maestro de Durero. El principal autor de estilo luso-flamenco fue Nuno Gonçalves.
La pintura hispano-flamenca tuvo un enorme desarrollo. En la Corona de Aragón cabe citar al valenciano Luis Dalmau (Virgen dels Consellers), aunque el más representativo de la escuela catalana es Jaime Huguet. De la escuela valenciana pueden mencionarse a Jacomart y su discípulo Juan Rexach. En Baleares trabajó Pedro Nisart, de probable origen francés. Finalmente, el más destacado representante de la escuela aragonesa es el cordobés Bartolomé Bermejo, con su excepcional Santo Domingo de Silos
En la Corona de Castilla la llegada del estilo flamenco es posterior, considerándose introductor del mismo a Jorge Inglés. El pintor de más renombre tal vez sea Fernando Gallego, pudiendo citarse otros como Juan de Segovia y Sancho de Zamora (autores del retablo de la capilla de Don Álvaro de Luna en la catedral de Toledo), el llamado Maestro de los Reyes Católicos y Juan Sánchez de Castro.